# 司馬球之 (安平王)
司馬球之（4世纪—413年），东晋宗室，安平献王司馬孚的后裔，世系不明。
西晋建立之初，以宣帝司马懿三弟司馬孚为安平王，传三世，太康二年（281年）三月，司馬孚之孙司馬敦去世，国绝。其后不知何时复国，世系不详，太元十一年（386年）八月，安平王司馬邃之去世。之后，司马球之袭封安平王。义熙九年（413年）十二月，安平王司馬球之去世，其后不详。
| 前任： 司馬邃之 | 晋朝安平王 387年－413年 | 繼任： 其后不详 |